# Campeonato de Australia de hockey sobre patines
El Campeonato de Australia de hockey sobre patines es una competición que se disputa a nivel nacional en Australia anualmente, desde 1997. Se disputa anualmente en sede única a lo largo de tres o cuatro días, normalmente durante el mes de octubre.